# Walkower (film)
Walkower – polski czarno-biały film psychologiczny z 1965 roku w reżyserii i według scenariusza Jerzego Skolimowskiego. Kontynuacja debiutu reżysera, zatytułowanego Rysopis (1964). Zdjęcia kręcono w Łodzi i Płocku.

## Opis fabuły
Bohaterem Walkowera jest nieumiejący się odnaleźć po powrocie z wojska Andrzej Leszczyc (Skolimowski), który startuje w pokazowych miniturniejach bokserskich, błąkając się od miasta do miasta. W pewnym momencie Leszczyc dowiaduje się, że jego kolejny pojedynek odbywa się w kombinacie, w którym pracuje Teresa (Aleksandra Zawieruszanka) – dawna koleżanka ze studiów, przez którą został relegowany i która robi karierę naukową. Na dodatek okazuje się, że kolejny przeciwnik Leszczyca jest znacznie silniejszy i bardziej wprawiony w walce bokserskiej.

## Obsada aktorska
- Aleksandra Zawieruszanka – inżynier Teresa Karczewska
- Jerzy Skolimowski – Andrzej Leszczyc
- Krzysztof Chamiec – dyrektor kombinatu
- Elżbieta Czyżewska – dziewczyna na dworcu
- Andrzej Herder – bokser Marian Pawlak, kierowca Stara w kombinacie
- Stanisław Marian Kamiński – pracownik dworcowej przechowalni bagażu
- Andrzej Jurczak – wózkarz-bokser
- Krzysztof Litwin – Miecio

Źródło: Filmpolski.pl.

## Odbiór
Walkower – po dobrze przyjętym Rysopisie – okazał się spełnieniem twórczym Skolimowskiego. Pojawiały się w jego odbiorze filmu porównania wskazujące na jego podobieństwo do francuskiej Nowej Fali. Dzieło Skolimowskiego zostało również entuzjastycznie przyjęte przez krytyków „Cahiers du cinéma”, którzy w dorocznym rankingu pisma usytuowali film na drugim miejscu na liście najlepszych dzieł filmowych mających premierę we Francji (pierwsze miejsce zajął Na los szczęścia, Baltazarze Roberta Bressona).